# Maria Faxell
Maria Faxell, född Caméen 1678, död 1738, var en svensk prostinna (prästfru) som enligt uppgift skall ha avvärjt ett norskt anfall i Värmland under stora nordiska kriget (1700-1721). 
Maria Faxell var dotter till superintendenten i Karlstads stift Benedictus Svenonis Caméen och Christina Carlberg samt syster till kommerserådet Erland Caméen, som 1735 blev adlad von Caméen. Hon gifte sig 1695 med Sveno Erlandi Faxell (1661-1728), som var kyrkoherde i Köla församling i Värmland vid gränsen till Norge från 1694 till 1721. 
Under kriget mellan Sverige och Danmark-Norge, under 1710-talet, intog en norsk strövtrupp gården Gryttve invid Köla kyrka i Värmland. Prästen var inte hemma, och panik utbröt i bygden. Faxell beväpnade då drängar och pigor med gamla bössor, placerade ut dem på strategiska ställen med order om att avfyra sina bössor och lät ringa larmsignal i kyrkklockorna, varmed den norska truppen ska ha blivit bortskrämda i tron att det fanns svensk trupp närvarande. 